# Medicina preventiva
Medicina preventiva é a especialidade médica que se dedica à prevenção da doença ao invés de seu tratamento.
De acordo com Leavell e Clark existe muita confusão entre os termos medicina preventiva e saúde pública e as tentativas de distinção dos termos apenas por meio de definições tendem mais a confundir que esclarecer. Segundo eles, é preferível considerar, de um lado, o modo pelo qual um administrador em saúde pública pratica a medicina preventiva e, de outro a forma como faz o profissional privado.
As profissões de saúde relacionadas ao serviço público atuam a partir de dados epidemiológicos com a perspectiva de intervir nas doenças ou agravos de maior freqüência (transmissibilidade) e gravidade considerando sua vulnerabilidade à tecnologia existente e o menor custo possível. A rigor, os profissionais privados que atuam na área preventiva tem a perspectiva de identificação precoce através da genética médica ou de exames preventivos capazes de permitir uma intervenção para minimização do dano na prática médica denominada medicina de família não atrelada aos programas de intervenção política e social.

## Formas de prevenção
| Formas de prevenção        | Formas de prevenção | Formas de prevenção | Ponto de vista do médico                                     | Ponto de vista do médico                                    |
| Formas de prevenção        | Formas de prevenção | Formas de prevenção | Doença                                                       |                                                             |
| Formas de prevenção        | Formas de prevenção | Formas de prevenção | ausência                                                     | presença                                                    |
| Ponto de vista do paciente | Enfermidade         | ausência            | Prevenção primária (enfermidade ausência doença ausência)    | Prevenção secundária (enfermidade ausência doença presença) |
| Ponto de vista do paciente | Enfermidade         | presença            | Prevenção quaternária (enfermidade presença doença ausência) | Prevenção terciária (enfermidade presença doença presença)  |

## As Vacinas como Medida de Prevenção
Nos nossos dias as vacinas são a forma de medicina preventiva mais eficiente que se pode utilizar. As vacinas foram inventadas essencialmente para prevenir que as crianças possam ser infetadas por doenças potencialmente mortais ou muito debilitantes, mas nos dias de hoje as vacinas funcionam igualmente para prevenir que certo tipo de pessoas de risco (independentemente da idade) possa contrair determinada doença.
O exemplo mais comum desta pratica é a vacina da gripe que todos os anos é aplicada aos grupos de maior risco, mas é igualmente disponibilizada ao publico em geral, de modo a evitar ou minimizar os efeitos desta doença que por ser mutante se apresenta todos os anos com novas estirpes que já não estão protegidas pelas vacinas anteriores.
“As vacinas são importantes ferramentas na prevenção de doenças. Elas protegem o organismo contra vírus e bactérias que provocam vários tipos de problemas. E não são indicadas somente para crianças: adolescentes, adultos e idosos também precisam estar atentos. Além disso, certas vacinas são recomendadas para profissionais da saúde e para pessoas que viajam muito ou que possuem alguma doença crônica.” 
Um Programa da Medicina Preventiva é composto pela Medicina Preventiva, um Serviço de Assistência e um Serviço de Vacinação.